# Catherine Mayeur-Jaouen
Ne doit pas être confondu avec Catherine Jaouen.
Pour les articles homonymes, voir Jaouen et Mayeur.
Catherine Mayeur-Jaouen, née le 25 avril 1964, est une historienne française, professeure d'histoire moderne et contemporaine des mondes arabes et musulmans à Sorbonne-Université depuis 2017.
D'abord pensionnaire de l’Institut français d'archéologie orientale du Caire, elle poursuit son parcours comme maîtresse de conférences en histoire contemporaine à l'université Paris-IV. Elle est membre junior de l'Institut universitaire de France (1998-2003). Elle est diplômée de persan par l'Institut national des langues et civilisations orientales (INALCO).

## Biographie
Catherine Mayeur-Jaouen naît le 25 avril 1964. Son père, Jean-Marie Mayeur, historien, est un intellectuel catholique qui s'est exprimé contre la torture lors de la guerre d'Algérie. Sa mère, Françoise Mayeur (née Paoli) est une historienne française spécialisée dans l'histoire des femmes et de l'enseignement en France au XIXe siècle.
Elle s'intéresse à l'histoire de l'Iran quand elle a 14 ans, pendant la révolution iranienne, puis à l'islam en général, se spécialisant rapidement en histoire religieuse.

## Carrière
Elle entre à l'École normale supérieure en 1983, et devient agrégée d'histoire en 1986. Elle étudie l'arabe à l'INALCO en parallèle de ses études d'histoire à Paris-IV, avec un premier voyage en Égypte quand elle a 20 ans. 
De 1989 à 1993, elle est pensionnaire de l’Institut français d'archéologie orientale du Caire. Elle y devient spécialiste de l'Égypte aux époques ottomane et contemporaine, et étudie en particulier les questions d'histoire religieuse, culturelle et sociale depuis l'époque mamelouke.
De 1993 à 2005, elle est maîtresse de conférences en histoire contemporaine à l'université Paris-IV, et membre junior de l'Institut universitaire de France (1998-2003). Elle apprend en parallèle le persan dont elle est diplômée par INALCO.
Elle est professeure à l'Institut national des langues et civilisations orientales (INALCO) de 2005 à 2017, date à laquelle elle est élue à La Sorbonne. Elle est membre senior de l'Institut universitaire de France (2011-2016). De 2013 à 2017, elle dirige le groupement d'intérêt scientifique Moyen-Orient et Mondes Musulmans (GIS MOMM) du CNRS « Moyen-Orient et mondes musulmans »,.
En septembre 2017, elle devient professeure d'histoire des mondes arabes et musulmans à l'Université Paris-Sorbonne (Paris-IV) et membre du Centre d’histoire du XIXe siècle, Université Panthéon Sorbonne,. Elle est membre de l’Institut dominicain d’études orientales.

## Publications

### Ouvrages
- Al-Sayyid al-Badawî, un grand saint de l'islam égyptien, Institut français d'archéologie orientale, Le Caire, 1994, 608 p.
- Histoire d'un pèlerinage légendaire en islam. Le mouled de Tantâ du XIIIe siècle à nos jours, Aubier, 2004, 272 p. Traduction en anglais, augmentée d'un chapitre "Return to Tanta. October 2012 », The Mulid of al-Sayyid al-Badawi of Tanta. Egypt's Legendary Sufi Festival, American University in Cairo Press, Le Caire-New York, 2019, . 242 p.

- Pèlerinages d'Égypte, Histoire de la piété copte et musulmane (XVe – XXe siècles), « Recherches d'histoire et de sciences sociales », 107, Éditions de l'EHESS, 2005, 445 p. Prix Augustin Thierry 2006. Traduction en arabe, Le Caire. Prix Augustin Thierry 2006 aux 9èmes Rendez-vous de l'histoire de Blois[8].
- Voyage en Haute-Égypte. Prêtres, coptes et catholiques, CNRS éditions, 2019. Mention spéciale du Prix littéraire de l’Œuvre d’Orient, 2019[9],[10]. Prix Albert-Bernard 2019 de l’Académie des sciences d’outre-mer[11].
- Le culte des saints musulmans. Des débuts de l'islam à nos jours, Paris, Gallimard, 2024, 624 p.

### Ouvrages en collaboration
- L'Animal en islam, Les Indes savantes, 2005, 186 p., avec Mohammed Hocine Benkheira et Jacqueline Sublet
- La Famille en islam d’après les sources arabes, Les Indes savantes, Paris, 2013, 539 p., avec Mohammed Hocine Benkheira, Avner Giladi et Jacqueline Sublet
- Le Moyen-Orient par les textes (XIXe – XXIe siècle), Armand Colin, Paris, 2011, 448 p., avec Anne-Laure Dupont et Chantal Verdeil
- Histoire du Moyen-Orient (XIXe – XXIe siècle), Armand Colin, Paris, 2016, 480 p., avec Anne-Laure Dupont et Chantal Verdeil. Réédition revue et augmentée Armand Colin-Dunod, Paris, 2023, 541 p.

### Direction d'ouvrages
- Débats intellectuels au Moyen-Orient dans l’entre-deux-guerres, dir. avec Anne-Laure Dupont, REMMM (Revue des mondes musulmans et de la Méditerranée) 95-98, mars 2002, 551 p.
- Saints et héros du Moyen-Orient contemporain, Maisonneuve et Larose. Paris, 2002, 354 p.
- Le corps et le sacré en Orient musulman, dir. avec Bernard Heyberger, REMMM (Revue des mondes musulmans et de la Méditerranée) n°s 113-114, novembre 2006, 383 p.
- Le soufisme à l’époque ottomane, Sufism in the Ottoman Era 16th-18th Century, dir. avec Rachida Chih, IFAO, Le Caire, 2010, 442 p.
- Family Portraits with Saints. Hagiography, Sanctity and Family in the Muslim World, dir. avec Alexandre Papas, Islamkundliche Untersuchungen, 316, Klaus Schwarz Verlag, Berlin, 2014, 462 p.
- Sufism, Literary Production, and Printing in the 19th Century, dir. avec Rachida Chih et Rüdiger Seesemann, Mitteilungen zur Sozial- und Kulturgeschichte der islamischen Welt, Ergon Verlag, Würzburg, 2015, 605 p.
- Ethics and Spirituality in Islam : Sufi Adab, dir. avec Francesco Chiabotti, Eve Feuillebois-Pierunek et Luca Patrizi, Actes du colloque de novembre 2012, Brill, Leyde, 2017, 792 p.
- Adab and modernity : a « civilising process » ?, Actes du colloque de mai 2014, Brill, Leyde, 2019, 728 p.
- L’adab, toujours recommencé/Re-Begun Adab: Origins, Transmissions, Metamorphoses, Actes du colloque de décembre 2016, dir. avec Francesca Bellino et Luca Patrizi, Brill, Leyde, à paraître.